# Rudolf von Caemmerer
Rudolf Karl Fritz von Caemmerer (25 tháng 7 năm 1845 tại Koblenz – 18 tháng 9 năm 1911 tại Schöneberg) là một sĩ quan quân đội Phổ, đã được thăng đến cấp Trung tướng. Ông đã từng tham chiến trong cuộc Chiến tranh Áo-Phổ năm 1866 và cuộc Chiến tranh Pháp-Đức các năm 1870 – 1871, đồng thời là một sử gia quân sự có tên tuổi.

## Tiểu sử
Rudolf là con trai của viên sĩ quan quân đội Phổ Gustav Alexander Wilhelm von Caemmerer (1806 – 1872) và người vợ của ông này là bà Marie Sophie Nanny, tên khai sinh là Hoffmann (1812 – 1851). Sau khi được đào tạo trong đội thiếu sinh quân ở Bensberg và Berlin, vào ngày 6 tháng 5 năm 1862 Caemmerer đã nhập ngũ trong Trung đoàn Bộ binh số 29 với vai trò là một lính cầm cờ và được phong quân hàm thiếu úy vào ngày 16 tháng 12 năm 1862. Trên cương vị này, ông đã tham chiến trong các trận đánh lớn tại Münchengrätz và Königgrätz-Sadowa trong cuộc Chiến tranh Áo-Phổ năm 1866. Tiếp theo đó, ông đã nhập học trong Học viện Quân sự. Sau đó, ông tham chiến trong cuộc Chiến tranh Pháp-Đức (1870 – 1871) và vào ngày 6 tháng 8 năm 1870, trong trận đánh khốc liệt tại Frœschwiller-Wœrth, ông bị thương do trúng đạn ở xương gót. Vào ngày 16 tháng 9 năm 1870, ông được tặng thưởng Huân chương Thập tự Sắt hạng hai.
Kể từ năm 1873 cho đến năm 1886, ông đã mở rộng sự hiểu biết của mình về việc chỉ huy quân đội trong khi phục vụ tại một số bộ tham mưu quân đội và Bộ Tổng tham mưu. Tại Học viện Quân sự Phổ, ông giảng dạy về chuyên ngành Lịch sử Chiến tranh. Vào năm 1886, ông lãnh chức tư lệnh của một tiểu đoàn. Đến năm 1890, ông được ủy nhiệm làm tư lệnh của Trung đoàn Bộ binh "Hoàng đế Friedrich III" (số 6 Baden) số 114. Tiếp sau đó, ông chỉ huy Lữ đoàn Bộ binh số 12 vào năm 1893.
Vào ngày 18 tháng 1 năm 1896, trên cương vị là Thiếu tướng và Tư lệnh của Lữ đoàn Bộ binh số 12, ông đã được liệt vào hàng khanh tướng của Phổ.
Vào năm 1897, Rudolf von Caemmerer được thăng quân hàm Trung tướng và nhậm chức Tư lệnh của Sư đoàn số 26 (số 1 Vương quốc Württemberg). Năm ngoái, ông đã trở thành một quý tộc di truyền. Vào ngày 15 tháng 4 năm 1873, ông đã thành hôn với bà Ida Auguste Charlotte, geborene Rüppel (1840 – 1917). Vào ngày 22 tháng 2 năm 1900, Caemmerer đã nghỉ hưu. Tại thủ đô Berlin, ông cư ngụ trên Đường Geisberg 27 (Geisbergstraße 27) và từ trần vào ngày 18 tháng 9 năm 1911.
Ông là một nhà sử học quân sự nổi tiếng quốc tế. Luận thuyết Die Entwicklung der strategischen Wissenschaft im 19. Jahrhundert (Sự phát triển khoa học chiến lược thế kỷ 19) đã được dịch sang tiếng Anh và được nhiều tác giả dùng làm tài liệu tham khảo trong tác phẩm của mình. Cuốn tiểu sử Clausewitz của ông cũng rất được tán dương. Ngoài ra, các công trình nghiên cứu của ông về cuộc Chiến tranh Giải phóng năm 1813 được đánh giá cao và đã được tái bản ngày nay.

## Các công trình nghiên cứu
- Friedrich des Großen Feldzugsplan für das Jahr 1757, 1883
- Die süddeutschen Heeresbewegungen im Main-Feldzuge von 1866, Berlin 1902
- Magenta: Der Feldzug von 1859 bis zur ersten Entscheidung, Berlin 1902
- Die Entwicklung der strategischen Wissenschaft im 19. Jahrhundert, Berlin 1904
- Clausewitz, Berlin 1905
- Die Schlacht am Scha Ho, in: Beiheft zum Militär-Wochenblatt, Neuntes Heft, Berlin 1906
- Die Befreiungskriege 1813-1815: Ein strategischer Überblick, Berlin 1907
- Geschichte der Befreiungskriege 1813-1815 - Band 1: Geschichte der Befreiungskriege 1813-1815, Band 2: Geschichte des Frühjahrsfeldzuges 1813 und seine Vorgeschichte, Berlin 1909 (Tái bản 1992: ISBN 3-88706-344-9)